# 城市商业银行
城市商业银行简称城商行，英文是 City Commercial Bank ，是中国的一种商业银行类别，大股东一般是地方政府、国有企业或大型公司。
1994年9月，中国国务院下发《关于组建城市合作银行的通知》，将2194家城市信用社、农村信用社城镇部分和部分地方金融机构，重组改制为城市商业银行。在全国35个大中城市进行第一批试点，1996年范围扩大到GDP57亿元以上的60个地级市，1997年在58个地级市开展第三批组建。
根据1997年《城市合作银行管理规定》定义，城市合作银行是独立的企业法人，实行一级法人，统一核算。股东按《中华人民共和国公司法》的规定以所持股份对城市合作银行承担责任，城市合作银行以其全部资产对其债务承担责任。同时要求，地方财政为最大股东，持股比例在30%左右，单个法人股东的持股比例不超过10%，单个自然人持股比例不能超过总股本的2%。
1998年6月，中国人民银行发布《关于加强城市商业银行监管工作有关问题的通知》，城市商业银行统一法人管理，145家城市合作银行更名为145家城市商业银行。
截至2017年末，中国城商行资产规模31.72万亿元，贷款余额12.03万亿元，负债规模29.53万亿元，不良贷款率1.52%，拨备覆盖率214.5%，资本充足率12.75%。